# Comitas pagodaeformis
Comitas pagodaeformis é uma espécie de gastrópode do gênero Comitas, pertencente a família Pseudomelatomidae.